# Jazal
Jazal (en hebreo: חז״ל), es un acrónimo de: Jajameinu Zijronam Librajá (en hebreo: חכמינו זכרונם לברכה) (en español: "Nuestros sabios, que su memoria sea bendecida"), se refiere a todos los sabios judíos desde los tiempos de la Mishná, la Tosefta y el Talmud, desde los tiempos del segundo Templo de Jerusalén hasta el siglo VI de la era cristiana.

## Eras rabínicas
Los Jazal generalmente se dividen de acuerdo con su época y la escritura principal realizada en esa época:
Soferim ("escribas"): Sabios desde antes de la era de Ezra, el escriba, hasta la era de los Zugot, incluidos los hombres de la Gran Asamblea. Esta era se extiende desde la entrega de la Torá a Moshé Rabeinu en el Monte Horeb, en el desierto del Sinaí, hasta la era de la Halajá (la ley judía), incluidos los tiempos de Simeón el Justo.
Zugot: Eran unos sabios de generaciones consecutivas, que vivieron durante un período de alrededor de 100 años hacia el final de la era del segundo Templo de Jerusalén (142 a. C - ca. 40 a. C).
Tanaim: Se refiere a los sabios de la Mishná, que vivieron en la Tierra de Israel hasta el 220 d. C. Además de la Mishná, sus escritos fueron preservados en los Midrashim. Las figuras clave entre los Tanaim incluyen a Hilel el Anciano, el Rabino Akiva ben Iosef y Judá el Príncipe.
Amoraim: se refiere a los sabios del Talmud que estuvieron activos durante el final de la era de la Mishná, y hasta los tiempos de la finalización del Talmud (220 CE - 500 CE). Los sabios Amoraim estaban activos en dos naciones, Israel y Babilonia. Además del Talmud de Babilonia y el Talmud de Jerusalén, sus escritos fueron preservados en midrashim como el Midrash Rabá.
Savoraim: Se refiere a los sabios del Bet Midrash (lugares de estudio de la Torá) en Babilonia, desde el final de la era de los Amoraim (siglo V), hasta el comienzo de la era de los Gueonim (desde el final de la siglo VI o mediados del siglo VII).

## Autoridad de los Jazal
Hasta el final de la era de los Savoraim, los Jazal tenían la autoridad para comentar sobre las leyes de la Torá, de acuerdo con los estándares de la hermenéutica talmúdica, requerida por las leyes de Moshé Rabeinu entregadas en el Sinaí (las leyes no escritas que se cree que se dieron al profeta Moisés en el Sinaí), algunas veces incluso examinaban una palabra o una frase, fuera de su sentido llano y ordinario.
Hoy en día en el judaísmo ortodoxo, esta autoridad no está delegada a los sabios de la generación actual, y por lo tanto la Torá no puede ser comentada, en los asuntos relacionados con la Halajá (ley judía), si esta contradice el comentario de los Jazal.
Hasta la mitad de la era de los Tanaim, cuando existía un Sanedrín (un tribunal supremo de la ley judía), los Jazal también tenían la autoridad de decretar restricciones, y de promulgar nuevas regulaciones religiosas, en cualquier asunto que consideraran oportuno, sobre cuestiones que no estaban incluidas en la Torá escrita, o sobre leyes rabínicas que no fueron entregadas a Moshé Rabeinu en el Monte Sinaí.

## Mitzvot rabínicas
Estas mitzvot rabínicas ("mandamientos") incluyen la celebración de las fiestas de Purim y Janucá, las leyes relativas a las Melajot, (las actividades no permitidas durante el Shabat), el lavado ritual de las manos (netilat yadaim) antes de comer pan, la construcción de eruvim (perímetro sabático), y la institución del horario actual de los servicios de oración diarios: Shajarit (la oración de la mañana), Minjá (la oración de la tarde) y Arvit (la oración de la noche).